# ريتشموند لاندون
ريتشموند لاندون (بالإنجليزية: Richmond Landon)‏ هو منافس ألعاب قوى أمريكي، ولد في 20 نوفمبر 1898 في Salisbury, Connecticut ‏ في الولايات المتحدة، وتوفي في 13 يونيو 1971 في لينبروك في الولايات المتحدة.

## وصلات خارجية
- ريتشموند لاندون على موقع اللجنة الأولمبية الدولية (الإنجليزية)
- ريتشموند لاندون على موقع أوليمبيديا (الإنجليزية)